# Phyrella drozdovi
Phyrella drozdovi is een zeekomkommer uit de familie Phyllophoridae.
De wetenschappelijke naam van de soort werd in 1999 gepubliceerd door Levin & Stepanov.